# Mansur (I) ibn Nuh
Abu-Sàlih Mansur ibn Nuh ibn Nasr, més conegut simplement com a Mansur (I) ibn Nuh o pels làqabs al-Amir aix-Xadid i al-Màlik al-Mudhàffar fou emir samànida de Transoxiana i Khurasan (961 - 976). Va succeir el novembre del 961 al seu germà Abd al-Malik ben Nuh quan aquest va morir.
Abd al-Malik va tractar d'eliminar el control que volien exercir els grans amirs militars però finalment es va imposar la influència del comandant esclau Alptegin governador del Khurasan, que es va aliar al visir Abu Ali Muhammad al-Balami. A la mort de l'emir Alptegin es va considerar prou fort per aspirar al poder complet i va planejar posar al tron al fill menor d'Abd al-Malik, Nasr ben Abd al-Malik, però el seu rival el general Faik Kassa i altres membres de la dinastia s'hi van oposar i van afavorir l'elecció d'Abu Salih Mansur, que fou proclamar a Bukharà l'1 de desembre del 961; Alptegin es va haver de retirar cap a Gazni i Abu Mansur ibn Abd al-Razzak va ocupar el càrrec de governador de Khurasan i quan fou assassinat poc després fou substituït per Abu l-Hasan Muhammad Simdjuri.
Per finançar l'exèrcit, aquest fou enviat en campanya de conquesta cap al nord de Pèrsia; el príncep ziyàrida de Gurgan i Tabaristan Zahir al-Dawla Wusmghir es va haver de sotmetre i després el seu fill i successor Bisutun, que va haver de pagar un fort tribut.
El 963 l'autoritat samànida fou restaurada a Gazni quan el fill i successor d'Alptegin, Abu Ishak ben Alptegin, atacat per l'antiga dinastia local es va sotmetre voluntàriament i el 965 amb ajut samànida va poder expulsar al seu rival Abu Bakr Lawik al-Anuk que el vers el 964 havia recuperat el seu antic domini.
També fou atacat el buwàyhida de Rayy, Rukn al-Dawla Hasan que va acabar amb un tractat de pau el 971/972 pel qual el buwàyhida pagava un tribut de 150.000 dirhams de Nishapur; el fill de l'emir, Abu l-Kasim Nuh (després Nuh II) es va casar amb una filla del buwàyhida Adud al-Dawla.
El visir al-Balami va morir el 974. L'emir va morir un parell d'anys després, el 13 de juny del 976 i el va succeir el seu fill de 13 anys Nuh II ben Mansur Abu l-Kasim